# Ester Martin Bergsmark
 Ester Martin Bergsmark  - nascido em 29 de dezembro de 1982 em Estocolmo, Suécia - é um cineasta sueco. 

## Filmes
Entre as suas obras mais importantes, podem ser referidas: 
- Svälj (2007)
- Maggie vaknar på balkongen (2008)
- Pojktanten (2012)
- Nånting måste gå sönder (2014)

## Prémios
- 2009 - Prémio Guldbagge para o melhor documentário, atribuído ao filme Maggie vaknar på balkongen, realizado conjuntamente por Beatrice Maggie Andersson, Mark Hammarberg e Ester Martin Bergsmark [3]
- 2012 - Prémio do filme nórdico - Nordiska filmpris - no Festival de Cinema de Gotemburgo de 2012 para a película Pojktanten do cineasta Ester Martin Bergsmark. [4]
- 2014 - Melhor Longa-metragem do Queer Lisboa para o filme Something Must Break (título sueco Nånting måste gå sönder) [5]